# Upplands runinskrifter 830
Upplands runinskrifter 830 är ett försvunnet vikingatida runstensfragment som funnits i Furby, Giresta socken och Enköpings kommun.

## Inskriften
Translitterering av runraden:
[...-u(l)--n... sinar · a... ...r · s...]
Normalisering till runsvenska:
... sinnan (?)...
Översättning till nusvenska:
... sin ...